# Tabuan-Lasa
Tabuan-Lasa é um município de  - na província Basilan, nas Filipinas. De acordo com o censo de 1 de maio  de  2020 possui uma população de 29 327 pessoas e 4 499 domicílios.